# Supercopa Russa de Voleibol Masculino
A Supercopa Russa de Voleibol Masculino é uma competição anual entre clubes de voleibol masculino da Rússia. Disputam o campeão da Superliga e o campeão da Copa da Rússia. A competição é organizada pela Federação Russa de Voleibol (em russo:  Всероссийская федерация волейбола, VFV).

## Histórico
A primeira edição da Supercopa Russa ocorreu no dia 20 de setembro de 2008. O local foi a Hala sportowa "Drużba", na cidade de Moscou. Na ocasião, o Dínamo Moscou (campeão do Campeonato Russo) conquistou o título inaugural ao vencer o Zenit Kazan (campeão da Copa Russa) pelo placar de 3 sets a 0, com parciais de 25–18, 25–20 e 25–23.

## Títulos por equipe
| Equipe            | Títulos | Edições                                              |
| ----------------- | ------- | ---------------------------------------------------- |
| Zenit Kazan       | 9       | 2010, 2011, 2012, 2015, 2016, 2017, 2018, 2020, 2023 |
| Dínamo Moscou     | 4       | 2008, 2009, 2021, 2022                               |
| Belogore Belgorod | 2       | 2013, 2014                                           |
| Kuzbass Kemerovo  | 1       | 2019                                                 |